# Vaceuchelus scrobiculatus
Vaceuchelus scrobiculatus is een slakkensoort uit de familie van de Chilodontaidae. De wetenschappelijke naam van de soort is voor het eerst geldig gepubliceerd in 1866 door Souverbie.